# Hoyo de Manzanares
Hoyo de Manzanares er en by og kommune i det centrale Spanien i Madrid-regionen. Den har et indbyggertal på 9.178 (2024) indbyggere.